# بریز ایرویز
بریز ایرویز یک شرکت هواپیمایی ارزان‌قیمت آمریکایی است. دفتر اصلی بریز ایرویز در شهر کاتن‌وود هایتس، یوتا، ایالات متحده واقع شده است. این شرکت توسط دیوید نیلمن، که قبلا شرکت های هواپیمایی موریس ایر، وست جت، جت‌بلو و آزول برزیلین ایرلاینز را تاسیس کرده بود تاسیس شده استو بریز ایرویز در تاریخ ۲۷ می ۲۰۲۱ با برقراری اولین پرواز این شرکت از فرودگاه بین‌المللی تمپا به فرودگاه بین‌المللی چارلستون شروع به فعالیت کرد.